# Неоснователно обогатяване
Неоснователното обогатяване възниква при правоотношение, свързано с разместване на имуществени блага без правно основание. Случаите са:
- благото е получено без правно основание;
- благото е получено на неосъществено или отпаднало основание;
- по погрешка изпълнено чуждо задължение;
- обогатяването е настъпило без основание, за сметка на другиго.

Фактическият състав на чл. 59 от Закона за задълженията и договорите включва следните елементи:
- липса на основание – липсва кауза на сделката;
- обогатяване на едно лице (длъжник) – чрез позитивно обогатяване (нарастване на имуществото) или чрез негативно обогатяване (спестени разходи);
- обедняване на едно лице (кредитор);
- причинна връзка между обедняването на едното и обогатяването на другото лице;
- субсидиарност – чл.59 ЗЗД се прилага само когато обеднелият няма друг иск за защита;

Правните последици от неоснователното обогатяване са, че обогатилото се лице дължи на обеднялото връщане на неоснователно придобитото. Вземането е винаги парично и е до размера на по-малкото между размера на това, с което се е обогатило едното лице, и размера на това, с което се е обеднило другото. На връщане подлежи както полученото, така и плодовете, придобити от него, от деня на поканването. Когато връщането се дължи от недееспособен, отпада искането за връщане на плодове.
При изпълнение на чуждо задължение по погрешка, изпълнителят може да иска връщането на даденото от кредитора. Ако последният се е лишил добросъвестно от документа и обезпеченията по задълженията, изпълнилият на задълженията встъпва в правата на кредитора по отношение на длъжника.